# Opalescent
Opalescent è il primo album in studio del musicista britannico Jon Hopkins, pubblicato il 30 luglio 2001 dalla Just Music.

## Tracce
1. Elegiac – 6:21
2. Private Universe – 5:36
3. Halcyon – 5:01
4. Opalescent – 2:09
5. Lost in Thought – 6:17
6. Fading Glow – 6:57
7. Apparition – 2:02
8. Inner Peace – 4:50
9. Cerulean – 3:54
10. Grace – 4:14
11. Cold Out There – 3:53
12. Afterlife – 4:00

## Formazione
- Jon Hopkins – composizione, produzione, copertina
- Leo Abrahams – chitarra
- Simon Heyworth – mastering
- Nick Jell – fotografia